# Haemulon

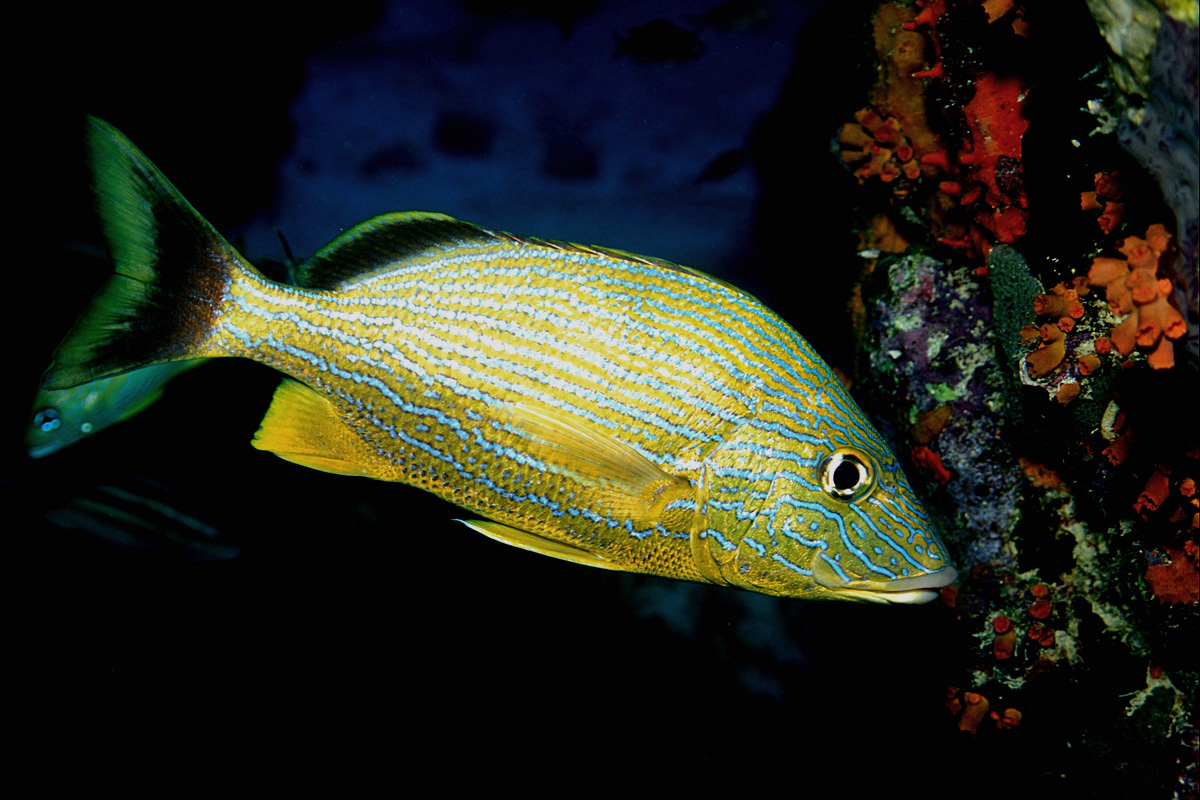
Haemulon sciurus fotografiat a Bonaire.

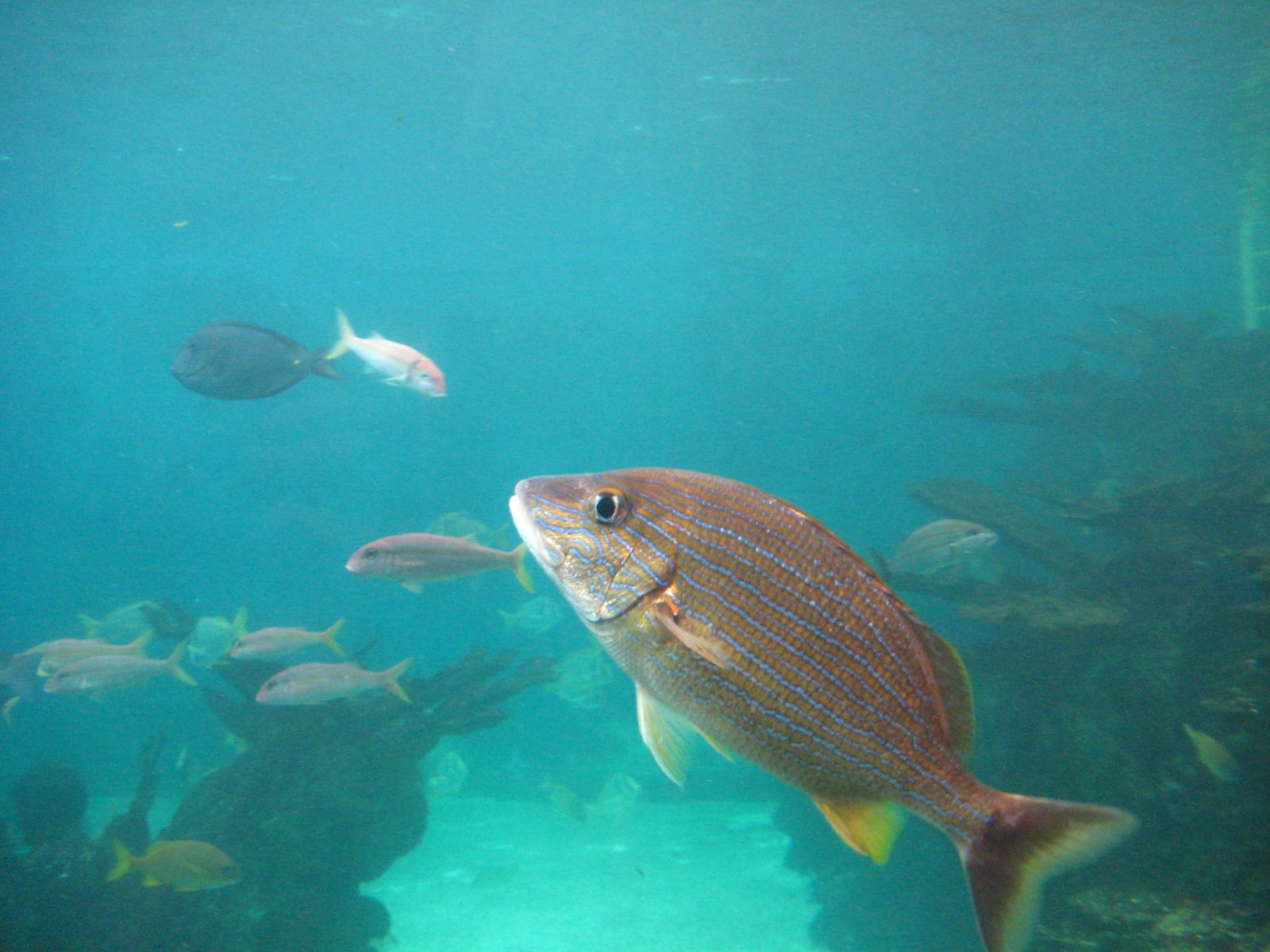
Haemulon sciurus

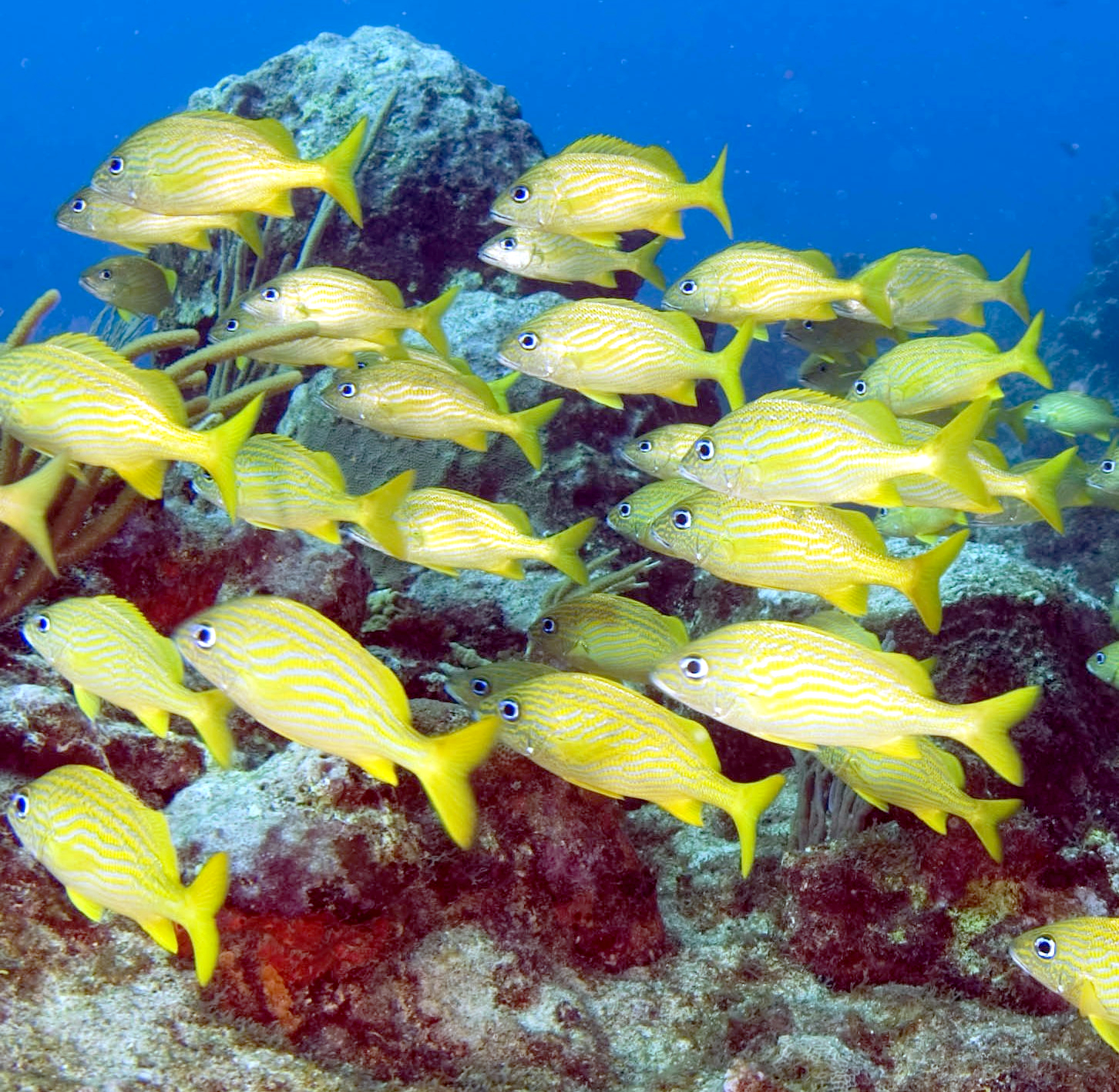
Mola dHaemulon flavolineatum

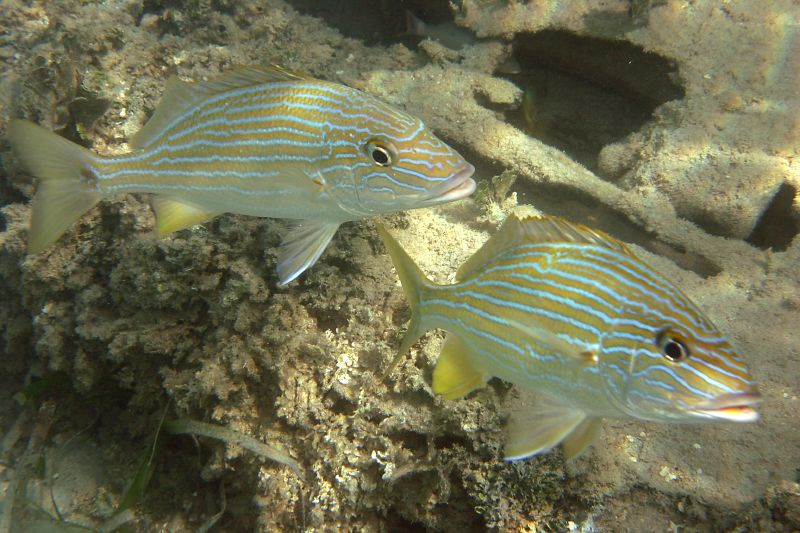
Exemplars dHaemulon flavolineatum fotografiats a les Illes Verges Americanes.

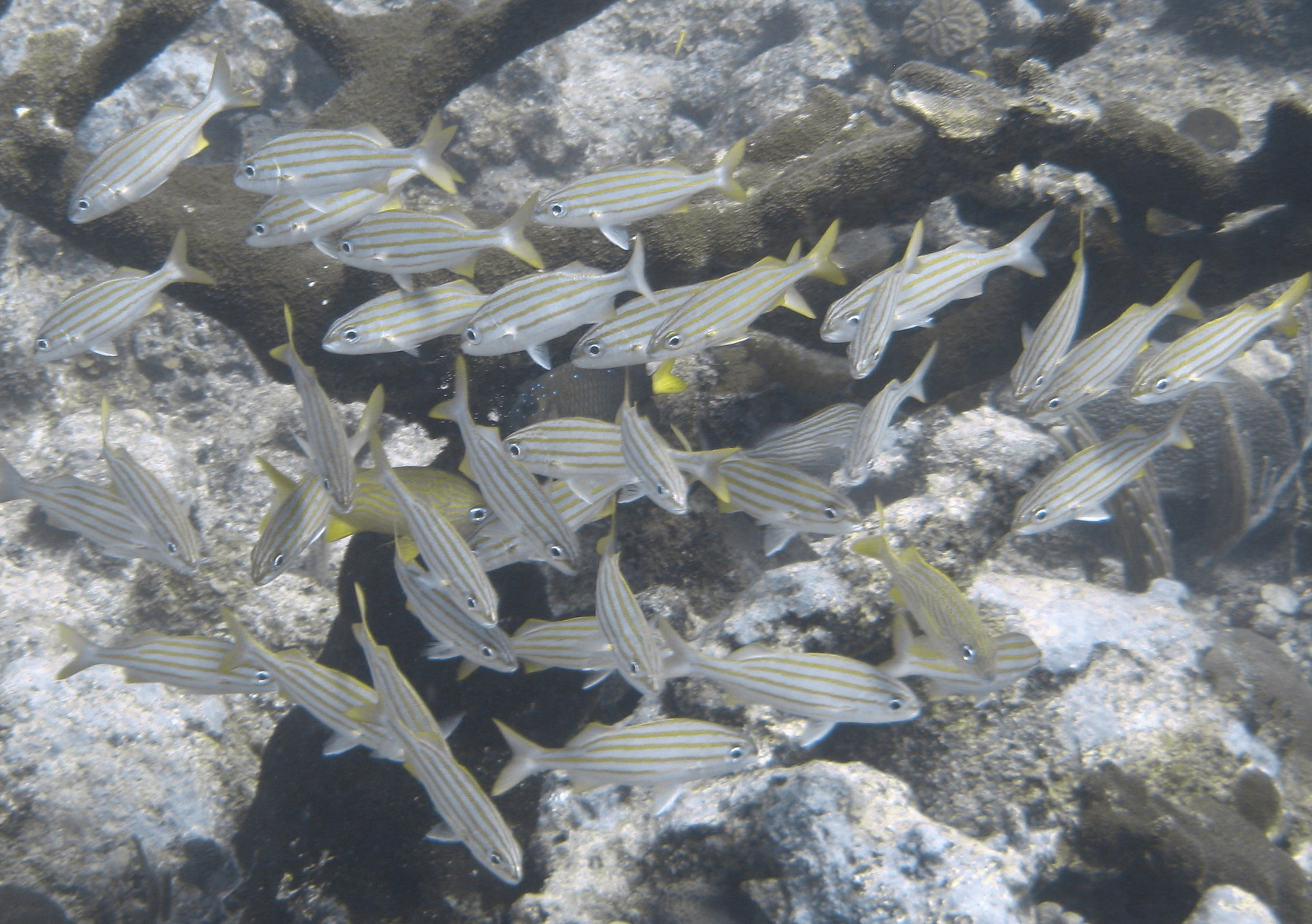
Mola dHaemulon chrysargyreum fotografiada a Akumal (costa del Carib de Mèxic).

Haemulon és un gènere de peixos de la família dels hemúlids i de l'ordre dels perciformes.

## Taxonomia
- Haemulon album (Cuvier a Cuvier & Valenciennes, 1830)
- Haemulon aurolineatum (Cuvier a Cuvier & Valenciennes, 1830)
- Haemulon bonariense (Cuvier a Cuvier & Valenciennes, 1830)
- Haemulon boschmae (Metzelaar, 1919)[1]
- Haemulon carbonarium (Poey, 1860)[2]
- Haemulon chrysargyreum (Günther, 1859)[3]
- Haemulon flaviguttatum (Gill, 1862)[4]
- Haemulon flavolineatum (Desmarest, 1823)[5]
- Haemulon macrostomum (Günther, 1859)[3]
- Haemulon maculicauda (Gill, 1862)
- Haemulon melanurum (Linnaeus, 1758)[6]
- Haemulon parra (Desmarest, 1823)[5]
- Haemulon plumierii (Lacepède, 1801)[7]
- Haemulon schrankii (Agassiz a Spix & Agassiz, 1831)
- Haemulon sciurus (Shaw, 1803)[8]
- Haemulon scudderii (Gill, 1862)
- Haemulon serrula (Cuvier a Cuvier & Valenciennes, 1830)
- Haemulon sexfasciatum (Gill, 1862)
- Haemulon squamipinna (Rocha & Rosa, 1999)
- Haemulon steindachneri (Jordan & Gilbert, 1882)[9]
- Haemulon striatum (Linnaeus, 1758)[6][10][11][12][13][14][15][16]